# 東京消防庁第五消防方面本部
東京消防庁第五消防方面本部（とうきょうしょうぼうちょうだいごしょうぼうほうめんほんぶ）は、東京消防庁の内局で、東京都の豊島区、文京区及び北区の消防業務を担当する消防本部である。

## 概要
- 豊島消防署には特別救助隊（豊島救助）、本郷消防署には化学機動中隊が設置されている。
- 目白通りや明治通りといった通りが放射状に走っている。

## 所在地
豊島区西池袋2丁目37番8号

## 管轄消防署

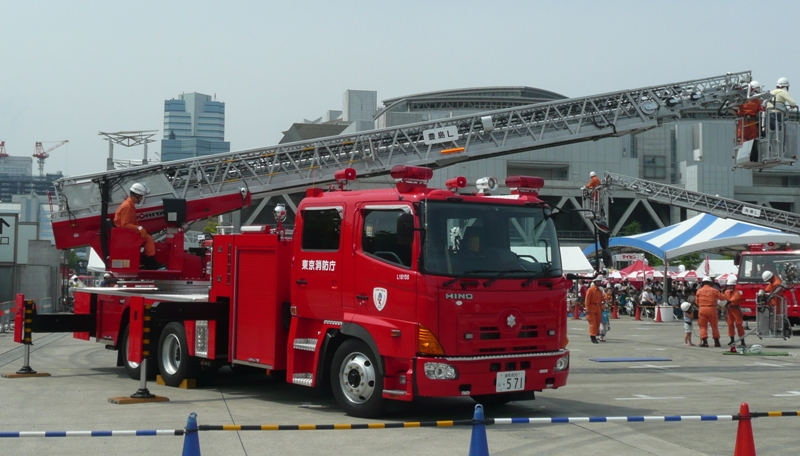
豊島消防署のはしご車

- 第五消防方面本部には7の消防署、16の出張所がある。

### 赤羽消防署
- 本署 北区赤羽南1-10-4
  - 志茂出張所 北区志茂2-34-15
  - 浮間出張所 北区浮間3-13-15
  - 西が丘出張所 北区西が丘1-48-6
  - 赤羽台出張所 北区赤羽台2-4-41

### 王子消防署
- 本署 北区王子4-28-1
  - 十条出張所 北区中十条1-7-10
  - 東十条出張所 北区東十条3-6-6

### 滝野川消防署
- 本署 北区西ケ原2-1-1
  - 三軒家出張所 北区滝野川5-39-3
  - 田端出張所 北区田端新町1-20-12

### 豊島消防署
- 本署 豊島区東池袋3-19-20
  - 巣鴨出張所 豊島区巣鴨4-30-8
  - 目白出張所 豊島区目白2-10-3

### 小石川消防署
- 本署 文京区白山3-3-1
  - 老松出張所 文京区目白台1-20-14
  - 大塚出張所 文京区大塚4-45-14

### 池袋消防署
- 本署 豊島区西池袋2-37-8
  - 長崎出張所 豊島区長崎3-7-5
  - 高松出張所 豊島区高松1-2-4

### 本郷消防署
- 本署 文京区本郷7-1-11
  - 駒込出張所 文京区本駒込3-1-7
  - 根津出張所 文京区弥生1-2-19

## その他
- 1978年頃に週刊少年チャンピオンに掲載された漫画『東京レスキュー』（作：牛次郎、画：筒井昌章）の作者らに、池袋署が取材協力をした。